# Rio Grande Rise
Die Rio Grande Rise (dt.: Rio-Grande-Rücken) ist ein seismisch inaktiver Mittelozeanischer Rücken im südlichen Atlantik, vor der Küste von Brasilien. Zusammen mit der Walvis Ridge vor Afrika bildet die Rio Grande Rise eine V-förmige Struktur gespiegelter vulkanischer Hotspot-Ketten beziehungsweise von Ketten unterseeischer Berge im Norden der Südatlantik.
2013 veröffentlichten brasilianische Wissenschaftler die Entdeckung großer Granitblöcke in dem Gebiet des unterseeischen Gebirges und folgerten daraus, dass sie Überreste eines untergegangenen Kontinents gefunden hätten, sozusagen ein „Brasilianisches Atlantis“ (Brazilian Atlantis). von den meisten Wissenschaftlern wird diese Theorie jedoch abgelehnt. Im Jahr 2022 wurde eine Publikation veröffentlicht, die diese Annahme widerlegt.

## Geologie
Die Rio Grande Rise trennt das Santos Basin vom Pelotas Basin und besteht deutlich aus einem westlichen und einem östlichen Gebiet mit unterschiedlicher geologischer Zusammensetzung. Der westliche Teil weist zahlreiche Guyots und weitere Tiefseeberge auf und eine Basis, die auf ein Alter von 80 bis 87 Mio. Jahren datiert wurde. Hier fand man vulkanische Brekzien und Ascheschichten zeugen von der intensiven vulkanischen Aktivität während des Eozäns. Die Gesteine sind zur gleichen Zeit entstanden, wie die Gesteine auf dem südamerikanischen Kontinent. Der östliche Teil wird durch eine Frakturzone bestimmt und war möglicherweise früher ein Ausbreitungsgebiet.
Als West-Gondwana (Südamerika) und Afrika in der frühen Kreidezeit vor 146 bis 100 Mio. Jahren auseinanderbrachen, öffnete sich der Südatlantik von Süden nach Norden. Im Verlauf dieses Prozesses entstanden die massiven Kontinentalen Flutbasalte der Paraná and Etendeka Traps im Gebiet des heutigen Brasilien und Namibia. Diese Ereignisse sind verbunden mit dem Tristan-Gough Hotspot, der heute in der Nähe des Mittelatlantischen Rückens liegt, in der Nähe von Tristan da Cunha und den Gough-Inseln. Während des Maastrichtium vor ca. 60 Mio. Jahren wechselte die Ergussrichtung, was vor allem auf der afrikanischen Seite erkennbar ist und der Vulkanismus endete auf der südamerikanischen Seite. Im Verlauf des Prozesses sind die Tristan-Gough Seamount Chains (Tiefseeberg-Ketten) beiderseits des Tristan-Gough Hotspot entstanden.

### Palaeoklimatische Bedeutung
Eine brasilianisch-japanische Expedition 2013 entdeckte in situ granitische und metamorphe Felsformationen an der Rio Grande Rise. Das könnte darauf hindeuten, dass das Plateau teilweise aus Fragmenten der Kontinentalkruste besteht (möglicherweise sogar selbst einmal ein „Mikro-Kontinent“ war, vergleichbar mit dem Kerguelen-Plateau im Indischen Ozean und Jan Mayen im Arktischen Ozean). Die Existenz solcher Mikro-Kontinente ist jedoch spekulativ, da deren Überreste gewöhnlich durch jüngere Lavaschichten und Sedimente bedeckt sind. Dennoch gibt es auch Indizien für transozeanisch verstreute Inseln aufgrund der Fossilbefunde. Zum Beispiel wurden Fossilien flugunfähiger Vögel wie Lavocatavis entdeckt, die darauf schließen lassen, das während des Tertiärs mehrere Inseln zwischen Afrika und Südamerika eine Artausbreitung durch Inselhüpfen ermöglichten.
Zu Beginn des Maastrichtiums gab es immense Unterschiede zwischen den Wassermassen nördlich und südlich des Komplexes von Rio Grande Rice und Walvis Ridge. Während des Maastrichtiums verschwanden diese Unterschiede, was darauf hindeutet, dass sich die  Zirkulationsmuster der Ozeane in dieser Zeit veränderten und es zu einer Vereinheitlichung der mittleren und tieferen Wasserschichten kam. Im Verlauf dieses Prozesses ist wohl auch der Komplex von Rio Grande Rise und Walvis Ridge auseinandergebrochen und epikontinentale Meeresarme wie das Tethys-Meer verschwunden. Damit verschwanden auch die tropischen Lebensräume der Rudisten und mit ihnen die benthischen Inoceramidae-Muscheln.
Die Entstehung der heutigen Zirkulation kalten Tiefenwassers (Big Flush) begann wohl im Eozän vor 55 bis 40 Mio. Jahren. In dieser Zeit kam es erneut zu starken tektonischen Verschiebungen, wie der Öffnung des Nordost-Atlantiks und Frakturzonen, die sich in der Rio Grande Rise auftaten, wodurch kaltes Wasser vom antarktischen Weddell-Meer nach Norden in den Nordatlantik floss. Vor 40 Mio. Jahren führte die Entstehung des kalten Bodenwassers in der Antarktis zur Entwicklung einer ausgeprägten Kaltwasser-Fauna (psychrospheric fauna), die heute in Wassertemperaturen unter 10 °C im Atlantik und schon im Tethys-Meer siedelte. Die globale Verbreitung deutet darauf hin, dass die Rio Grande Rise zu dieser Zeit aufgebrochen war, wodurch kaltes, dichtes Wasser durch einen Korridor von Süden nach Norden fließen konnte, wodurch sich eine Umstellung von einer  Warmwasserzirkulation (thermospheric circulation) zu einer meridionalen Thermohalinen Zirkulation vollzog.